# Єгоров Юрій Сергійович
Єго́ров Ю́рій Сергі́йович (рос. Егоров Юрий Сергеевич; 20 січня 1929 — 15 травня 2009) — радянський боксер і тренер. Бронзовий призер чемпіонату Європи (1953). Майстер спорту СРСР. Заслужений тренер РРФСР.

## Біографія
Народився 20 січня 1929 року. Виступав за спортивне товариство «Трудові резерви» (Москва). Закінчив ДЦОЛІФК.
Чемпіон СРСР з боксу у напівважкій вазі (1950, 1951, 1953), срібний (1955) та бронзовий (1949, 1956, 1957) призер першостей СРСР.
На чемпіонаті Європи з боксу 1953 року у Варшаві (Польща) виборов бронзову медаль у напівважкій вазі
По закінченні боксерської кар'єри перейшов на тренерську роботу. Протягом 3-х років тренував боксерську збірну Малі, згодом — збірну Пакистану.
Помер 15 травня 2009 року в Москві. Похований на Домодєдовському цвинтарі.